# Cesare Pollini
Pour les articles homonymes, voir Pollini (homonymie).
Cesare Pollini (né le 13 juillet 1858 à Padoue - décédé le 26 janvier 1912 à Padoue) est un pianiste, musicologue, compositeur et pédagogue italien.

## Biographie
Après des études de droit à l'Université de Padoue, il apprend la musique avec Antonio Bazzini au Conservatoire de Milan (1881-1883). 
Pianiste de grande valeur, il était aussi un enseignant et vulgarisateur de l'histoire de la musique. Il a dirigé le Conservatoire de Padoue, qui porte maintenant son nom de 1882 à 1884, puis de nouveau en 1889, et a fait de Padoue un centre de musique de premier ordre. Il faisait partie de la génération de compositeurs nés autour de 1850, la « generazione del ponte » composé entre autres de Martucci, Sgambati, Bazzini, c'est-à-dire par des musiciens en Italie qui ont été des pionniers dans la renaissance de la musique instrumentale, un peu mise au second plan par l'hégémonie de l'opéra et des mélodrames du XIXe siècle.
Cesare Pollini a composé de la musique instrumentale.

## Écrits
- Terminologia musicale tedesco-italiana
- Teoria generale della musica
- La musica italiana nelle sue principali fasi storiche